# Brinsworth House
 (janvier 2019).

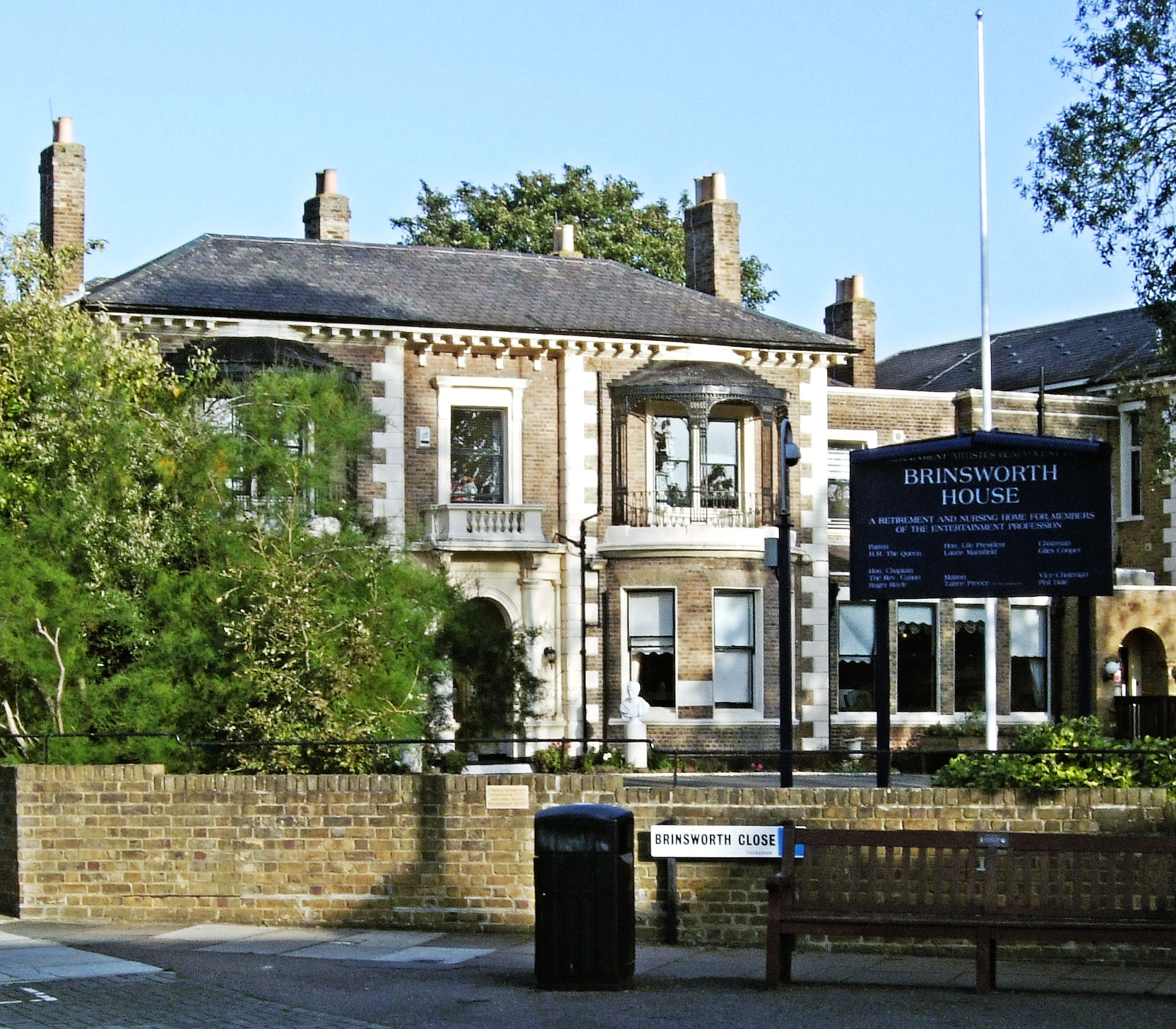

Brinsworth House est une maison de retraite réservée aux professionnels et autres célébrités du cinéma, du théâtre et du divertissement située à Staines Road, Twickenham, dans l'ouest de Londres, en Angleterre. La maison appartient et est gérée par la Royal Variety Charity et compte 36 chambres, 6 salons, une bibliothèque, un bar et une scène sur place, un personnel de 64 personnes réparties sur un terrain de 2 hectares.

## Histoire
Brinsworth House fut construite en 1850. Elle a ouvert ses portes en tant que maison de retraite en 1911. Elle appartient, est gérée et entretenue par la Royal Variety Charity, qui a été fondée en 1908 pour s’occuper des membres de ce qui s'appelait à cette époque "la variété" et les professions du music hall. L'organisme de bienfaisance et la maison sont financés par le Royal Variety Performance à travers des dons volontaires et depuis 2007, par une partie des recettes tirées d'un vote par téléphone de l'émission ITV Britain's Got Talent.

## Résidents
Quelques célébrités qui ont séjourné à Brinsworth House :
- Hylda Baker (morte en 1986)
- Derek Cooper, journaliste et spécialiste de la nutrition (mort en avril 2014)
- Charlie Drake[3] (mort en 2006)
- Alan Freeman[3] (mort en 2006)
- John Hewer (mort en 2008)
- Dame Thora Hird[3] (morte en 2003)
- Teddy Johnson (mort en 2018)
- Kathy Kirby (morte en 2011)
- Mick McManus (mort en 2013)
- Emily Perry[3] (morte en 2008)
- Ben Warriss (mort en 1993)
- Jack Wilson (mort en 1970)
- Norman Wisdom (mort en 2010)
- Ronnie Ronalde

Les residents actuels comptent :
- Richard O'Sullivan
- Pearl Carr